# شوجی کاتائوکا
شوجی کاتائوکا (انگلیسی: Shuji Kataoka; ۲۳ نوامبر ۱۹۵۰ – ) کارگردان فیلم، و فیلم‌نامه‌نویس اهل ژاپن بود. وی از سال ۱۹۸۳ میلادی تاکنون مشغول فعالیت بوده‌است.